# Fulful ben Sa'id
Fulful ben Sa'id ben Khazrun était un Émir Maghraouides, connu notamment pour s'être rebellé contre Badis ben Mansur et les Zirides d'Ashir.

## Biographie
Fulful ibn Sa'id était un fervent supporter des Zirides. Comme son père, il était lieutenant pour eux pendant une période inconnue. Il fut gouverneur de Tobna, tout comme son père Sa'id Ben Khazroun de 992 jusqu'à 999,,. En 999, il se révolta contre Badis et assiégea Tobna en 1000, mais le siège échoua. Alors, il fut obligé de s'échapper vers le Mzab. En 1002, il marcha sur Tripoli et y devint maître. Une autre source indique qu'il fut bien accueilli par le peuple de la ville,. Il fut attaqué plusieurs fois par les Zirides, mais ils échouèrent à recapturer Tripoli. Alors, après ces attaques, il demanda de l'aide aux Fatimides, mais cela se révéla inefficace. En 1008, il changea alors d'allégeance et reconnut les Omeyyades de Cordoue comme califes, en leur demandant de l'aide. Mais la mort de leur calife plongea Cordoue dans la guerre civile, et Fulful mourut en 1009, avant le retour de ses ambassadeurs, son frère Warru lui succédera mais il perdra Tripoli la même année,.